# Корейський прапор об'єднання
Корейський прапор об'єднання (кор. 한반도기) — прапор, розроблений для представлення Кореї, коли і Північна, і Південна Корея беруть участь у спортивних подіях. На прапорі зображена єдина Корея. Полотнище білого кольору. У центрі синій силует Корейського півострова разом з островами Чеджу та Уллиндо. Прапор не має офіційного статусу в жодній з країн.
Прапор вперше був використаний 1991 року, коли ці дві країни змагалися єдиною командою в 41-му чемпіонаті світу з настільного тенісу в Тібі (Японія), і 8-му чемпіонаті світу з футболу серед молодіжних команд в Лісабоні (Португалія). Команди цих двох країн пройшли разом під прапором на церемоніях відкриття літніх Олімпійських ігор 2000 в Сіднеї (Австралія), літніх Олімпійських ігор 2004 в Афінах (Греція), зимових Олімпійських ігор 2006 в Турині (Італія), Азійських ігор 2006 в Досі (Катар); однак у змаганнях ці країни брали участь окремо. Прапор не використовувався на літніх Олімпійських іграх 2008 в Пекіні (Китай) через рішення, прийнятого Пекінським Оргкомітетом. На літніх Олімпійських іграх 2012 в Лондоні також не використовувався.
Прапор буде використаний знову на зимових Олімпійських іграх 2018 у Південній Кореї.